# Combat sans code d'honneur 3 : Guerre par procuration
Série
Combat sans code d'honneur 2 : Deadly Fight in Hiroshima
(1973) Combat sans code d'honneur 4 : Opération au sommet
(1974)
Pour plus de détails, voir Fiche technique et Distribution.
Combat sans code d'honneur 3 : Guerre par procuration (仁義なき戦い 代理戦争, Jingi naki tatakai: Dairi sensō) est un film japonais réalisé par Kinji Fukasaku, sorti en 1973,.

## Synopsis
Un homme nommé Sugihara du clan Muraoka, la plus grande organisation de gangsters à Hiroshima, a été tué par un yakuza à Kyūshū. Un conflit féroce a éclaté sur la trace du clan Muraoka.

## Fiche technique
- Titre français : Combat sans code d'honneur 3 : Guerre par procuration[3]
- Titre original : 仁義なき戦い 代理戦争 (Jingi naki tatakai: Dairi sensō?)
- Réalisation : Kinji Fukasaku
- Scénario : Kazuo Kasahara (ja), d'après un roman autobiographique de Kōichi Iiboshi (ja)
- Photographie : Sadaji Yoshida
- Montage : Kōzō Horiike
- Décors : Yoshimitsu Amamori
- Musique : Toshiaki Tsushima (ja)
- Pays d'origine :  Japon
- Langue originale : japonais
- Société de production : Tōei
- Société de distribution : Tōei
- Format : couleur - 2,35:1 - 35 mm - son mono
- Genre : yakuza eiga et drame
- Durée : 102 minutes[4] (métrage : neuf bobines - 2 804 m[4])
- Dates de sortie : 
  - Japon : 25 septembre 1973[4]

## Distribution
- Bunta Sugawara : Shōzō Hirono
- Akira Kobayashi : Akira Takeda
- Tsunehiko Watase : Takeo Kuramoto
- Tatsuo Umemiya : Shinichi Iwai
- Shingo Yamashiro (ja) : Eda
- Hiroshi Nawa (ja) : Tsuneo Muraoka
- Rinichi Yamamoto (ja) : Teruo Miyaji
- Kunie Tanaka : Masakichi Makihara
- Takeshi Katō : Noboru Emoto
- Hideo Murota : Hideo Hayakawa
- Tatsuo Endō (ja) : Shigeo Aihara
- Reiko Ike : Tomie
- Mikio Narita : Hiroshi Matsunaga
- Tetsurō Tanba : Takeo Akashi
- Nobuo Kaneko : Yoshio Yamamori